# Hapsiferinae
Hapsiferinae es una subfamilia de   lepidópteros glosados del clado Ditrysia perteneciente a la familia Tineidae.

## Géneros
| - Acureuta - Agorarcha - Briaraula - Callocosmeta - Chrysocrata - Cimitra - Colobocrossa - Cubitofusa - Cyathaula - Cynomastix - Dasyses | - Eunorfolkia - Euplocera - Hapsifera - Hapsiferona - Harpeptila - Macrosaristis - Manchana - Mastigostoma - Norfolkia - Oscella - Paraptica | - Parochmastis - Phyciodyta - Pitharcha - Pseudohapsifera - Ptochoglyptis - Rhinophyllis - Scalidomia - Tiquadra - Trachycentra - Ventia - Zygosignata |